# 札幌市立屯田小学校
札幌市立屯田小学校（さっぽろしりつ とんでんしょうがっこう）は、北海道札幌市北区屯田にある公立小学校。
1890年（明治22年）に開校した古い歴史を持つ小学校。2010年（平成22年）には開校120周年を迎えた。

## 沿革
- 1890年（明治23年） - 公立長永簡易小学校を開校(生徒数130名)
- 1891年（明治24年） - 私立海南尋常高等小学校となる
- 1893年（明治25年） - 公立海南尋常小学校となる
- 1895年（明治28年） - 公立江南尋常小学校に改称
- 1907年（明治40年） - 江南尋常小学校校舎新築落成（5月18日）
- 1939年（昭和14年） - 開校50周年記念式典挙行
- 1941年（昭和16年） - 江南尋常小学校から江南国民学校に改称
- 1947年（昭和22年） - 江南国民学校から琴似町立江南小学校に改称（6.3新学制）
- 1955年（昭和33年） - 江南小学校が札幌市立屯田小学校に改称
- 1971年（昭和46年） - 新琴似北小・栄北小に児童移籍
- 1973年（昭和48年） - 太平小・篠路西小に児童移籍（257名）
- 1980年（昭和55年） - 屯田南小学校に児童移籍（851名）
- 1990年（平成2年） - 100周年記念式典・同祝賀会挙行
- 1995年（平成7年） - 屯田西小学校へ児童移籍（433名）
- 2005年（平成17年） - 屯田北小学校へ児童移籍（418名）

## 学校教育目標
輝きと響き合いの学校
1. 明るく強い子 -明朗で強い体、意志を育てる-
2. よく考える子 -正しい判断力と意欲的な実践力を育てる-
3. 心の豊かな子 -心豊かで美を愛する心を培う-